# Sportyvnyj Klub Armiï Karpaty L'vov
Il Sportyvnyj Klub Armiï Karpaty L'vov (in russo Спортивный клуб армии Карпати Львов?), nota anche come SKA Karpaty e in precedenza come SKA Lviv, SKA Lvov o SKA Leopoli, è stata una società di calcio sovietica con sede a Leopoli. Era parte dell'omonima polisportiva.

## Storia
Fondato nel 1949 col nome di ODO, fu immediatamente iscritta nella seconda serie: in seguito alla riforma dei campionati, fu relegata all'attività locale. Tornò al campionato nazionale nel 1954, sempre in seconda serie. La migliore prestazione risale al 1958, quando vinse il proprio girone, ma non ottenne la promozione in massima serie a causa del quinto posto nel girone play-off.
La riforma dei campionati del 1962 costrinse la squadra alla retrocessione in terza serie: da allora vinse il proprio girone nel 1963, giunse secondo nel 1964 e rivinse il proprio girone nel 1965, arrivando per tre volte consecutive alle finali play-off. Se nelle prime due occasioni la squadra mancò la promozione, al terzo tentativo vinse il girone promozione ucraino e affrontò e batté i concittadini del Karpaty, tornando in seconda serie. La storia si ripeté però nel 1969, quando la riforma dei campionati condusse nuovamente la squadra alla retrocessione in terza serie. Stavolta, i risultati non migliorarono: la squadra navigava costantemente a metà classifica, senza speranze di risalire. Nel 1981, però, tornò in seconda serie grazie alla fusione con i concittadini del Karpaty: la società cambiò nome in SKA Karpaty, militando costantemente in seconda serie fino allo scioglimento del club, avvenuto al termine della stagione 1989, in cui la squadra finì ultima.

## Palmarès

### Competizioni nazionali
- Pervaja Liga: 1

1958 (Girone 3)
- Vtoraja Liga: 2

1963 (Girone 2 Ucraino), 1965 (Girone 1 Ucraino e Girone Finale Ucraino)

### Altri piazzamenti
- Pervaja Liga:

Secondo posto: 1985 (girone ovest)
Terzo posto: 1984